# トレーニングセンター
トレーニングセンターとは、
1. 競馬において、競走馬の管理・調教を行うために各競馬施行体が建設した施設群のこと。省略して「トレセン」または「TC」と呼称・表記されることもある。日本国外の同様の施設は「調教場」とも呼ばれる。
2. 各種スポーツの強化合宿やトレーニングを開催する練習施設。日本のトップレベル競技者向けのナショナルトレーニングセンターを、サッカーにおける強化合宿のナショナルトレセン、同練習施設のJ-ヴィレッジ、清水ナショナルトレーニングセンター、堺市立サッカー・ナショナルトレーニングセンターなどが知られる。総合的なトレーニング施設から単なる体育館や野球場やテニスコートなどを示す意味まで幅広く使われる。

本項では1.について詳述する。

## 設備
中央競馬のトレーニングセンターは芝コース・ダートコース・ウッドチップコース・坂路コース・ポリトラック（全天候型）など数種類のコースを備えている。
その他競走馬調教用のプール、軽めの運動やウォーミングアップを行うための馬場（角馬場）などがある。
また、美浦トレーニングセンターにはウォータートレッドミルや競走馬をリラックスさせるための森林馬道などの施設が設置されている。
この他、トレーニングセンター内には競走馬を管理するための厩舎と騎手の調整ルーム、調教師や騎手などの住居区画が存在する場合もある。
中央競馬には東西計2箇所存在し、競走馬については茨城県稲敷郡美浦村の美浦トレーニングセンターの厩舎に所属するものを「関東馬」、滋賀県栗東市の栗東トレーニングセンターの厩舎に所属するものを「関西馬」と通称する。

## 地方競馬
地方競馬でも競馬場の周辺環境の変化や競走馬の収容能力の問題などから、競馬場とは別にトレーニングセンターを設置している所がある。また、門別競馬場、（新）名古屋競馬場は元々トレーニングセンターであった施設を拡張改造して競馬場とした。
これらは基本的に競走馬の鍛練の為の施設であるが、一部には競走馬のトレーニング施設の他にも、センター敷地内の一部区域に一般客に向けた場外馬券売場を設置していたり、グラウンドなどが併設されトレセン地区以外を広く一般に開放しているものもある。
- 野田トレーニングセンター（埼玉県さいたま市緑区・浦和競馬場）
- 小林牧場（千葉県印西市・大井競馬場）
- 小向厩舎（神奈川県川崎市幸区・川崎競馬場）
- 弥富トレーニングセンター（愛知県弥富市・名古屋競馬場）
- 兵庫県立西脇馬事公苑（兵庫県西脇市・園田競馬場、姫路競馬場）

かつて存在した高崎競馬場と新潟県営競馬も専用のトレーニングセンターを持っていた。
なお、高崎競馬場の境町トレーニングセンター跡地については、現在も競走馬の育成・調教の為の民間施設として使用されている。また、南関東公営競馬の認定厩舎制度（『外厩』とも呼ばれ、通常の競馬場やトレーニングセンターではなく、民間の施設で調教して、レース当日に直接競馬場へ向かうことができる制度）で指定されており、大井競馬場の一部厩舎の所属馬の内の何頭かがここで調教されて南関東地区の地方競馬に出走している。
南関東地区における認定厩舎はその後徐々に拡大し、2017年7月現在では、以下の調教場が認定されている。
- 境共同トレーニングセンター（群馬県伊勢崎市境上渕名）
- 下河邉トレーニングセンター（千葉県香取市高萩）
- 有限会社ミッドウェイファーム（茨城県行方市蔵川）
- NAR地方競馬教養センター（栃木県那須塩原市接骨木）
- 大東牧場（千葉県市原市西国吉）
- 有限会社エスティファーム小見川（千葉県香取市小見川）

## 日本国外の競馬
日本国外では調教師や馬主が個人所有する調教場も多い。一方で日本と同様に統括機関が運営する調教場も存在する。

### 主な調教施設
- アル・クオズ調教場（アラブ首長国連邦・ドバイ、ゴドルフィン）
- ジェラルド・ホーリガン調教場（アイルランド・ティペラリー県）
- シャンティイ調教場（フランス、フランスギャロ）
- ニューマーケット調教場（イギリス・サフォーク州）
- バリードイル調教場（アイルランド・ティペラリー県）
- フェアヒル調教場（アメリカ合衆国・メリーランド州）
- ペイソンパーク調教場（アメリカ合衆国・フロリダ州）
- ポー調教場（フランス）

※括弧内は所在地と所有者を表示。